# Basílica de Nossa Senhora das Dores (Chicago)
A Basílica de Nossa Senhora das Dores (em inglês: Our Lady of Sorrows Basilica) é uma basílica menor católica, localizada na cidade de Chicago, nos Estados Unidos. Abriga o Santuário Nacional de São Peregrino, patrono dos pacientes com câncer, e é uma das três basílicas localizadas no estado de Illinois, juntamente com a Basílica de São Jacinto e a Basílica da Rainha de Todos os Santos.